# 1953 en musique classique
| \| • Retour à la chronologie générale de la musique classique • \| |
| Grèce • Rome • Haut Moyen Âge • VIIIe siècle • IXe siècle • Xe siècle • XIe siècle XIIe siècle • XIIIe siècle • XIVe siècle • XVe siècle • XVIe siècle • XVIIe siècle XVIIIe siècle • XIXe siècle • XXe siècle • XXIe siècle |
| • Retour à la chronologie générale de la musique classique • |

| Années en musique classique : 1950 - 1951 - 1952 - 1953 - 1954 - 1955 - 1956    |
| Décennies en musique classique : 1920 - 1930 - 1940 - 1950 - 1960 - 1970 - 1980 |

## Événements

### Créations
- 4 janvier : le Quatuor à cordes no 3 d'Ernest Bloch, créé par le Quatuor Griller à New York.
- 1er février : le Concerto pour piano no 3 en ré majeur de Kabalevski créé à Moscou par Vladimir Ashkenazy, sous la direction du compositeur.
- 11 février : la Sinfonía Romántica de Carlos Chávez, créée par l'orchestre de Louisville sous la direction du compositeur.
- 26 février : le Quatuor no 1 d'Elliott Carter, créé par le Walden Quartet.
- 24 avril : la Symphonie no 6 de Karl Amadeus Hartmann, créée par Eugen Jochum à Munich.
- 26 avril : Création de la Symphonie no 1 de Charles Ives, (terminée en 1901).
- 25 mai : la Symphonie no 2 de Malcolm Arnold, créée par l'Orchestre symphonique de Bournemouth dirigé par Charles Groves.
- 8 juin : Gloriana, opéra de Benjamin Britten, créé à l'occasion du couronnement d'Élisabeth II.
- 20 juin : les Variations on an Elizabethan Theme pour orchestre à cordes, composées par Lennox Berkeley, Benjamin Britten, Arthur Oldham, Humphrey Searle, Michael Tippett et William Walton, sont créées au Festival d'Aldeburgh (voir 2013 pour la nouvelle version).
- 16 octobre : la Symphonie no 5 de Darius Milhaud, créée à Turin.
- 17 décembre : la Symphonie no 10 de Dmitri Chostakovitch, créée à Léningrad sous la direction de Ievgueni Mravinski.
- 25 décembre : Sevil, opéra de Fikret Amirov, créé à Bakou.
- décembre : la Symphonie no 5 de Carlos Chávez, créée à Acapulco par l'orchestre de chambre de Los Angeles sous la direction du compositeur.

#### Date non précisée
- Dmitri Chostakovitch compose le Concertino pour deux pianos en la mineur.
- László Lajtha compose le Quatuor à cordes no 9 op. 57.
- György Ligeti compose la Sonate pour violoncelle seul.
- György Ligeti compose ses Six bagatelles pour quintette à vent.

### Autres
- 1er janvier : concert du nouvel an de l'orchestre philharmonique de Vienne au Musikverein, dirigé par Clement Kraus.
- 28 janvier : enregistrement du Te Deum de Marc-Antoine Charpentier, premier 33 tours français consacré à la musique classique.
- Jean-François Paillard enregistre le premier disque Erato « la musique française au XVIIIe ».
- Fondation du Concentus Musicus Wien par Nikolaus Harnoncourt et Alice Harnoncourt.
- Fondation des Solistes de Zagreb.

## Prix
- Egon Wellesz reçoit le Prix de la ville de Vienne de musique.

## Naissances

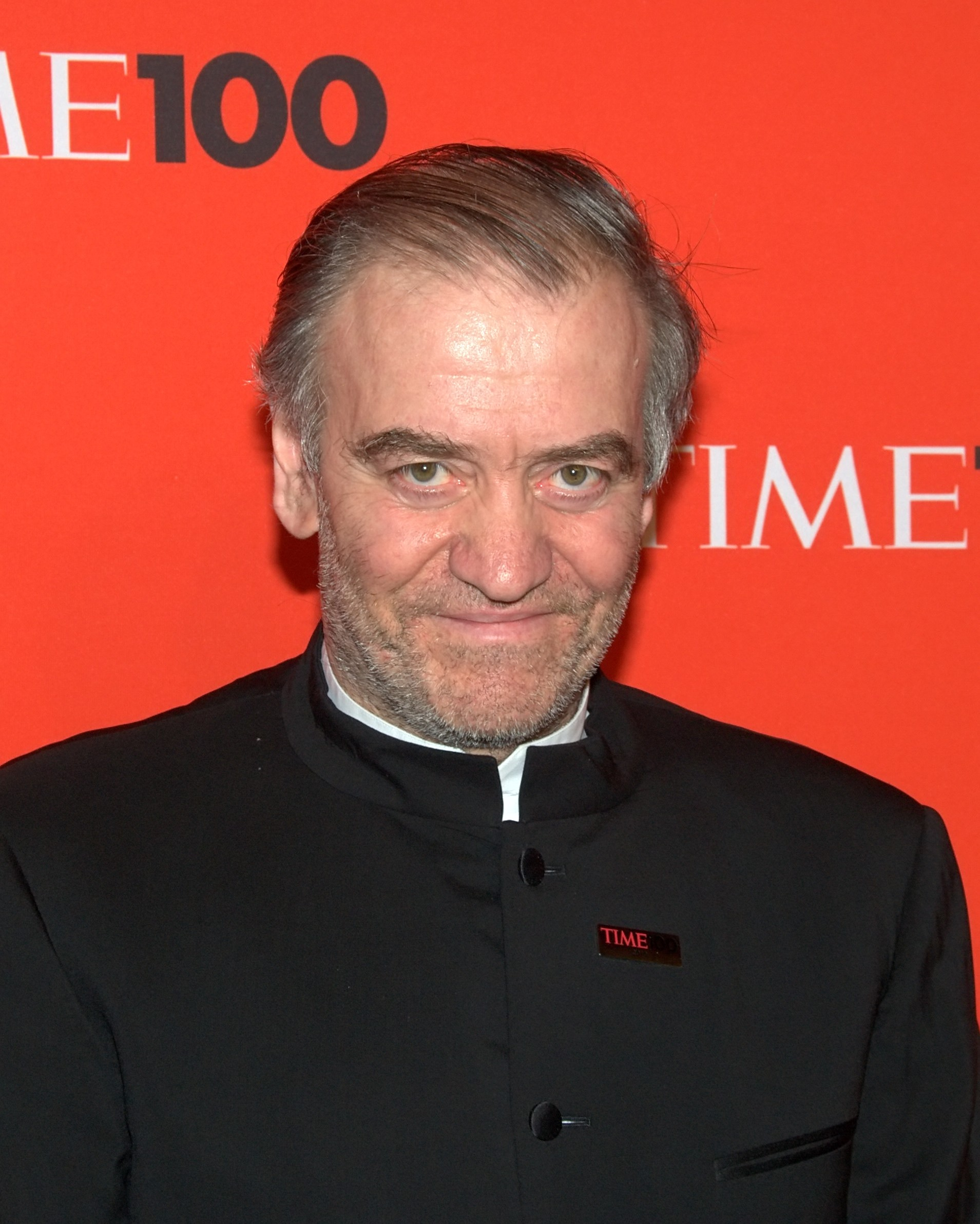
Valeri Guerguiev

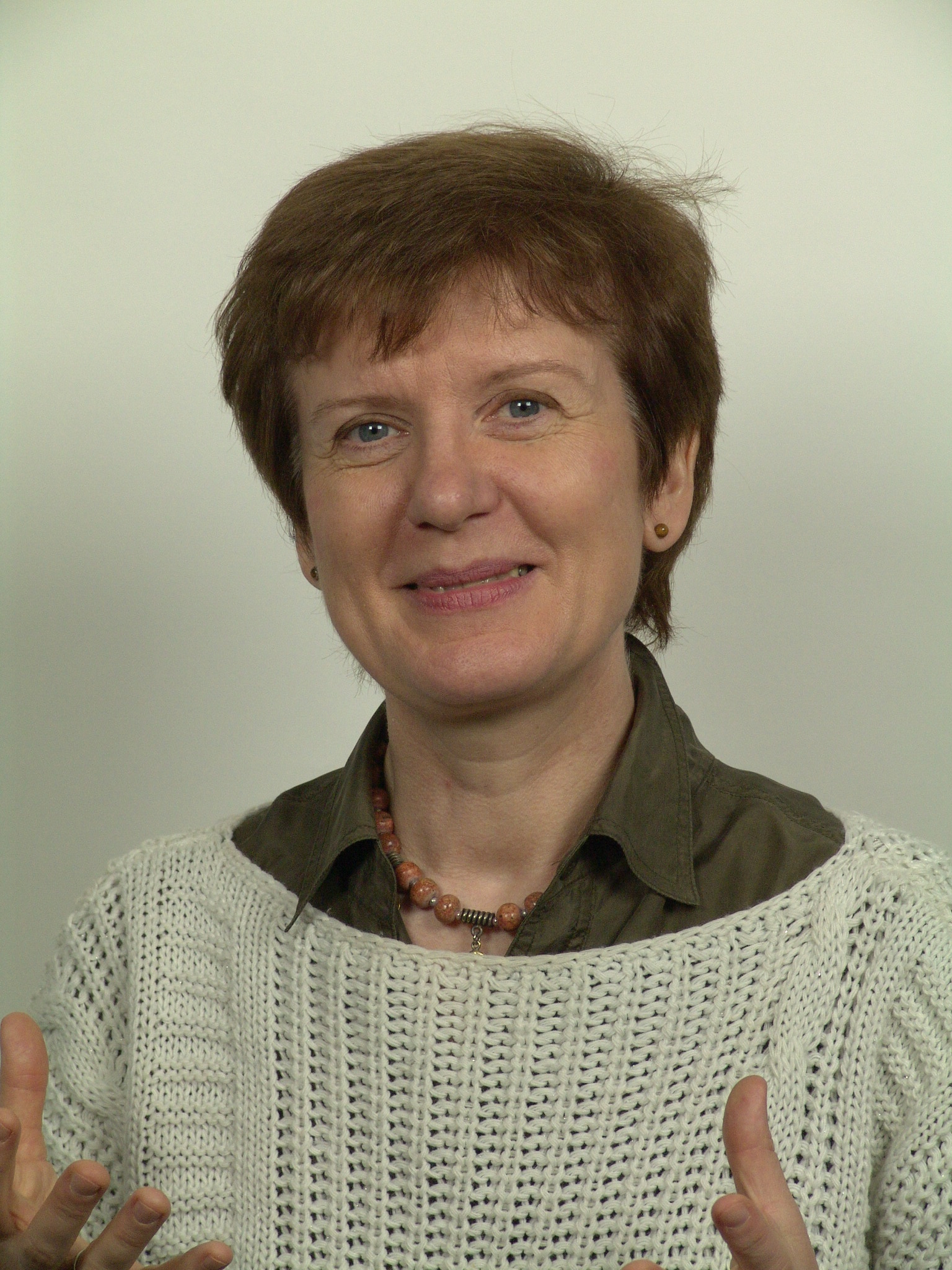
Violeta Dinescu

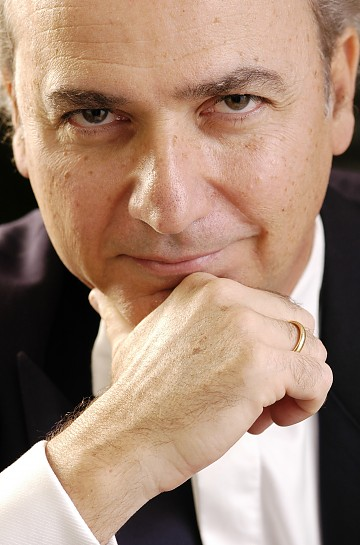
Eduardo Marturet

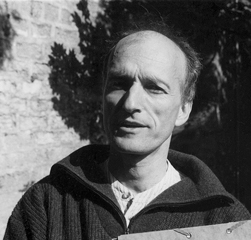
Denis Dufour

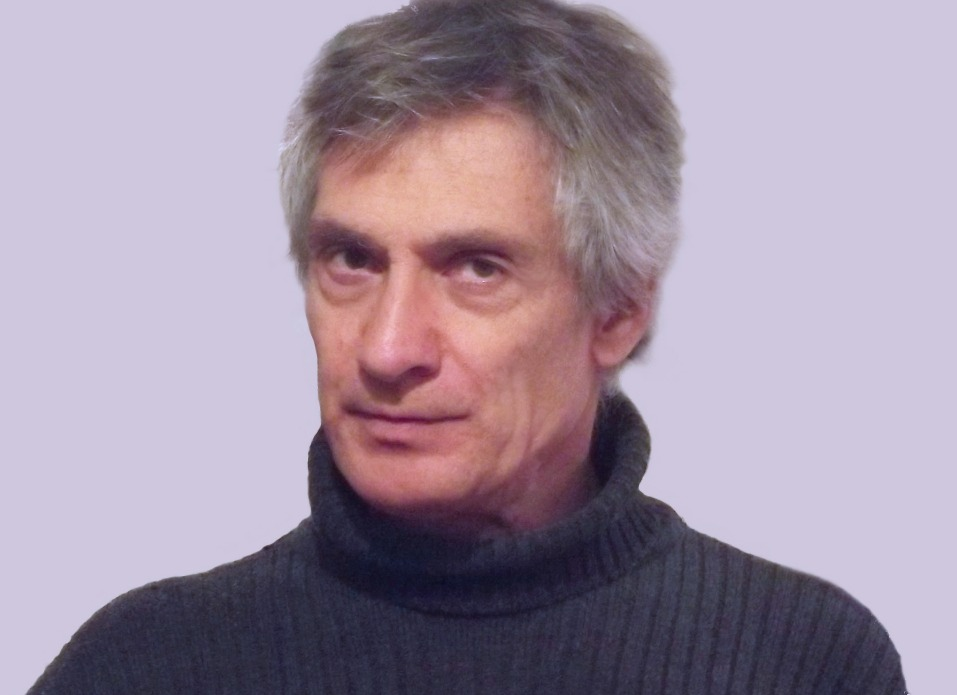
Patrick Ascione

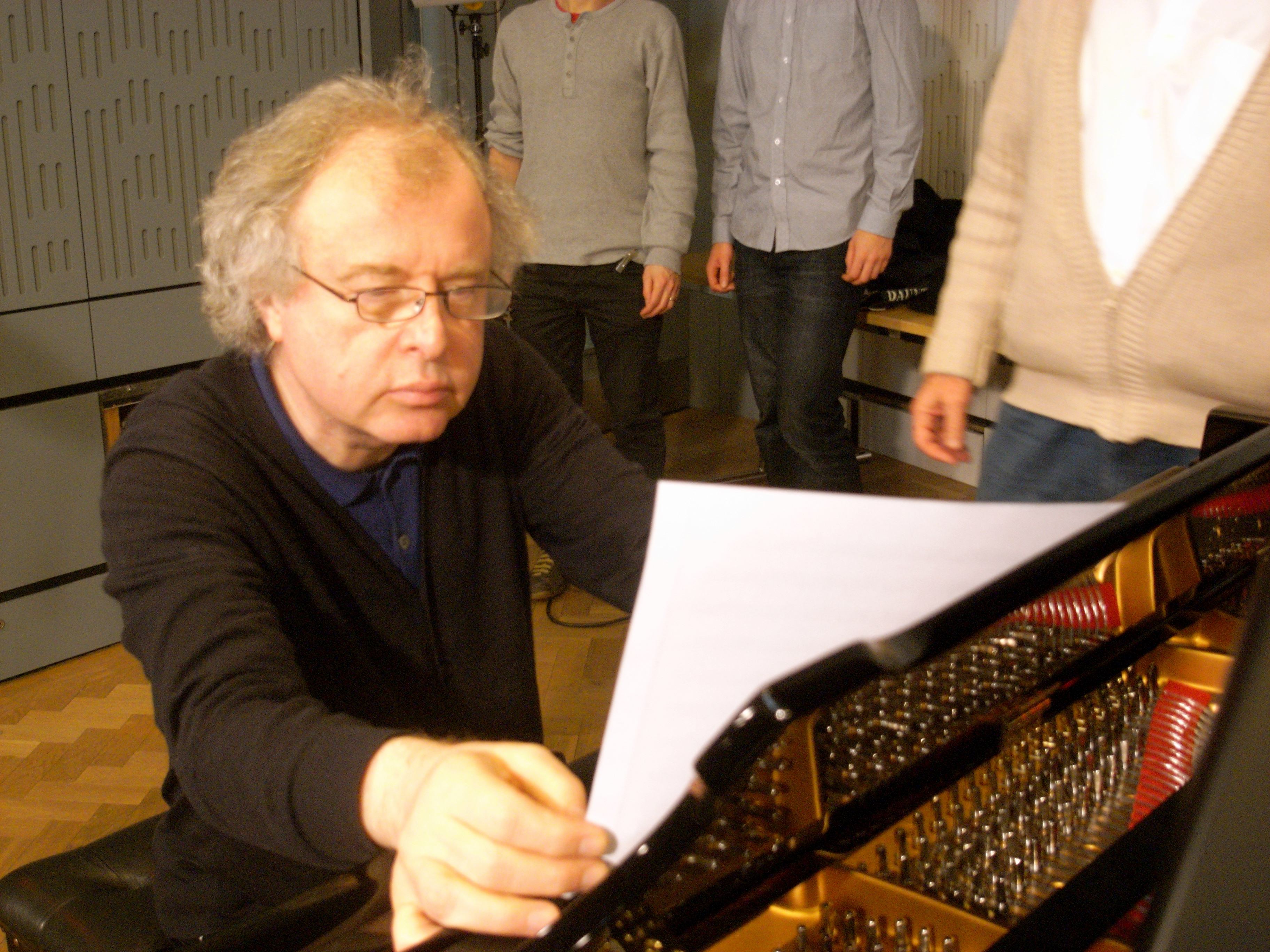
András Schiff

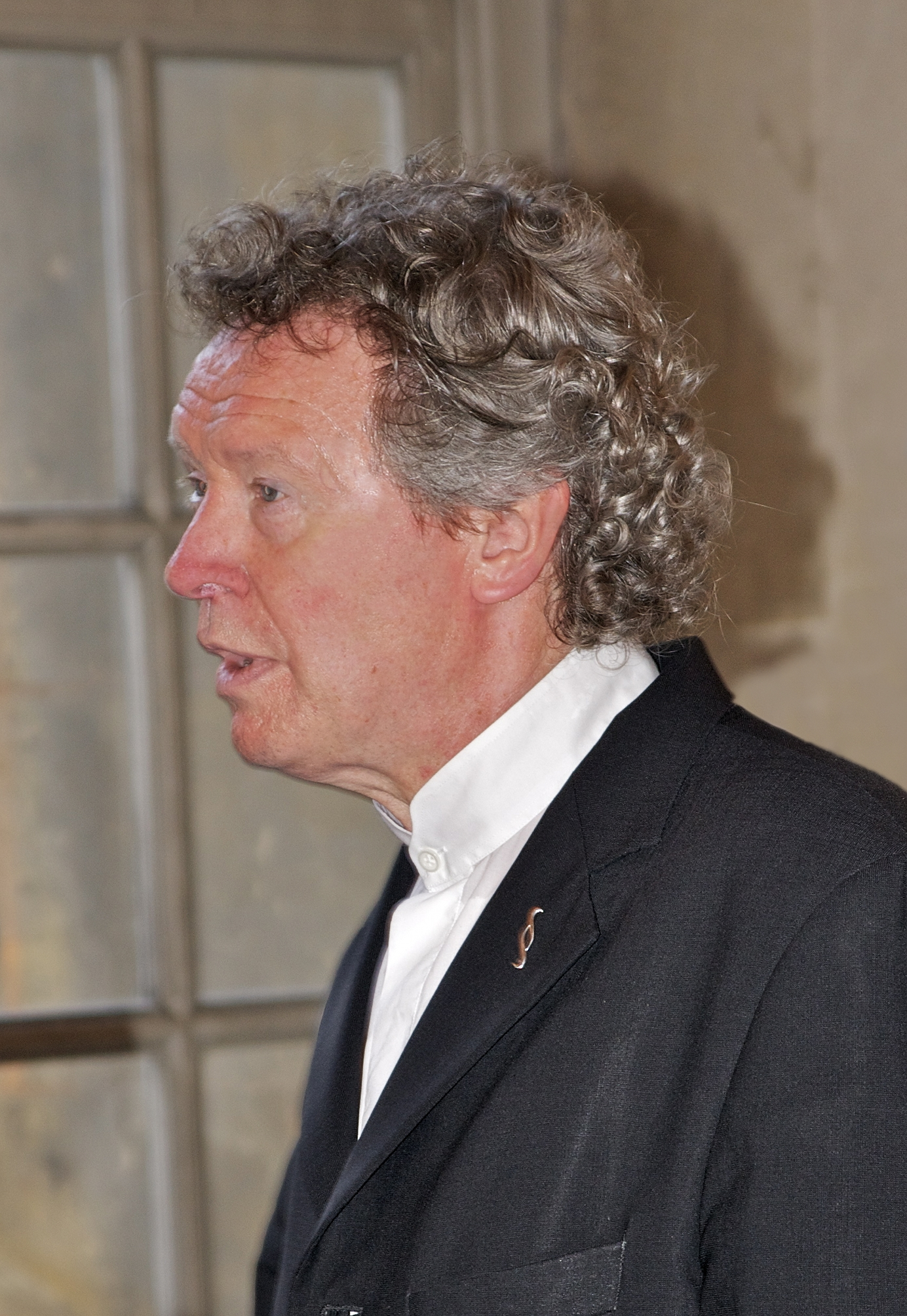
Harry Christophers

- 1er janvier : Armand Arapian, baryton-basse français.
- 6 janvier : François Guye, musicien suisse.
- 11 janvier : Keiko Etō, chanteuse et compositrice japonaise.
- 12 janvier : Tatiana Chebanova, pianiste russe († 1er mars 2011).
- 15 janvier : Tamiya Kuriyama, metteur en scène de théâtre, d'opéra et de comédie musicale japonais.
- 18 janvier : Dominique Gesseney-Rappo, compositeur, chef de chœur et maître de musique suisse.
- 22 janvier : Chung Myung-whun, pianiste et chef d'orchestre.
- 23 janvier :
  - John Luther Adams, compositeur américain.
  - Stéphane Lissner, directeur de scènes de théâtre et d'opéra français.
- 24 janvier : Iouri Bachmet, altiste russe.
- 25 janvier : Nicolae Botgros, violoniste et chef d'orchestre moldave.
- 4 février : Denia Mazzola, soprano italienne d'opéra.
- 7 février : Wolfgang von Schweinitz, compositeur allemand.
- 20 février : Riccardo Chailly, chef d'orchestre italien.
- 24 février : Selman Ada, pianiste, compositeur et chef d'orchestre turc.
- 27 février : Konrad Junghänel, luthiste et chef d'orchestre allemand.
- 28 février : Osmo Vänskä, chef d'orchestre finlandais.
- 16 mars : Claus Peter Flor, chef d'orchestre allemand.
- 18 mars : Takashi Yoshimatsu, compositeur japonais.
- 21 mars : Christos Hatzis, compositeur canadien.
- 25 mars : Iryna Kyrylina, compositrice ukrainienne († 4 septembre 2017).
- 28 mars : Jörg-Peter Weigle, chef d'orchestre allemand.
- 3 avril : Mikhail Rudy, pianiste français d'origine russe.
- 6 avril : Pascal Devoyon, pianiste français.
- 10 avril : Sarah Leonard, soprano britannique († 31 octobre 2024).
- 15 avril : Carlo Crivelli, compositeur de musique de film.
- 17 avril : José-Luis Narvaez, guitariste français.
- 25 avril : Giorgio Battistelli, compositeur italien.
- 2 mai : Valery Gergiev, chef d'orchestre russe d'origine ossète.
- 6 mai : Ivan Fedele, compositeur italien.
- 16 mai : Monica Huggett, violoniste et chef d'orchestre britannique, spécialiste du violon baroque.
- 27 mai : James Wood, compositeur, percussionniste et chef d'orchestre britannique.
- 13 juin : Atso Almila, chef d'orchestre, compositeur et tromboniste finlandais.
- 15 juin : Raphael Wallfisch, violoncelliste anglais.
- 18 juin : Peter Donohoe, pianiste anglais.
- 22 juin : Patrick Bron, compositeur, chef de chœur et enseignant vaudois.
- 27 juin : 
  - Daniel Asia, compositeur américain.
  - Gilbert Bezençon, musicien, chef de chœur et enseignant vaudois.
- 30 juin : Adriana Hölszky, compositrice, pianiste et professeur allemande.
- 1er juillet : Jiří Malát, chef d'orchestre tchèque.
- 7 juillet : Akiko Ebi, pianiste française d'origine japonaise.
- 11 juillet : Daniel Tosi, compositeur et chef d'orchestre français.
- 12 juillet : Yōko Watanabe, soprano japonaise († 15 juillet 2004).
- 13 juillet : Violeta Dinescu, compositrice, pianiste et professeur roumaine.
- 24 juillet : Åke Parmerud, compositeur de musique électroacoustique suédois.
- 31 juillet : Éric Lysøe, écrivain, compositeur et professeur des universités français.
- 6 août : John Craton, compositeur américain.
- 10 août : Michael Schneider, flûtiste et chef d'orchestre allemand.
- 20 août : Reinhard David Flender, compositeur allemand.
- 28 août : Tõnu Kaljuste, chef d'orchestre estonien.
- 30 août : Pascal Boëls, guitariste et concertiste français.
- 1er septembre : Andres Mustonen, violoniste et chef d'orchestre estonien.
- 6 septembre : Richard Vieille, clarinettiste français.
- 8 septembre : Akira Nishimura, compositeur, professeur et chef d'orchestre japonais († 7 septembre 2023).
- 10 septembre : Michael Schønwandt, chef d'orchestre danois.
- 19 septembre : Eduardo Marturet, chef d'orchestre vénézuélien.
- 25 septembre : Liuwe Tamminga, organiste, claveciniste et musicologue hollandais († 28 avril 2021).
- 6 octobre : Yoshihiro Kanno, compositeur japonais.
- 8 octobre : Robert Saxton, compositeur Britannique.
- 9 octobre : Denis Dufour, compositeur français de musique instrumentale, électroacoustique et acousmatique.
- 11 octobre : Martin Lücker, organiste et professeur allemand.
- 14 octobre : Goran Simic, chanteur serbe († 24 novembre 2008).
- 21 octobre : Hugh Wolff, chef d'orchestre américain.
- 22 octobre : Patrick Ascione, compositeur français de musique électroacoustique et acousmatique.
- 26 octobre : Boris Pigovat, compositeur Israélien.
- 3 novembre : Claire van Kampen, réalisatrice, compositrice et dramaturge britannique († 18 janvier 2025).
- 6 novembre : Olivier Cuendet, compositeur, chef d'orchestre et artiste peintre vaudois.
- 11 novembre : Stéphane Delplace, compositeur français.
- 23 novembre :
  - Johan de Meij, chef d'orchestre, tromboniste et compositeur néerlandais.
  - Bernard Foccroulle, organiste, compositeur et directeur d'opéra belge.
- 24 novembre : Tod Machover, compositeur, violoncelliste et chef d'orchestre américain.
- 1er décembre : Eric Halfvarson, chanteur d'opéra basse américain.
- 15 décembre : Jan Latham-Koenig, chef d'orchestre britannique.
- 21 décembre : András Schiff, pianiste et chef d'orchestre hongrois.
- 24 décembre : Hans-Jürgen von Bose, compositeur allemand.
- 26 décembre : Harry Christophers, chef d'orchestre anglais.

### Date indéterminée
- Georges Bessonnet, organiste, chef de chœur et compositeur français.
- Alexandre Brussilovsky, violoniste et chef d'orchestre français d'origine russe.
- Françoise Choveaux, compositrice et pianiste française.
- Giorgio Koukl, compositeur, pianiste et claveciniste tchèque.
- Alain Payette, compositeur québécois.
- Cary Ratcliff, compositeur et chef d'orchestre américain.
- Per Dybro Sørensen, guitariste, compositeur et professeur de musique classique danois.

## Décès

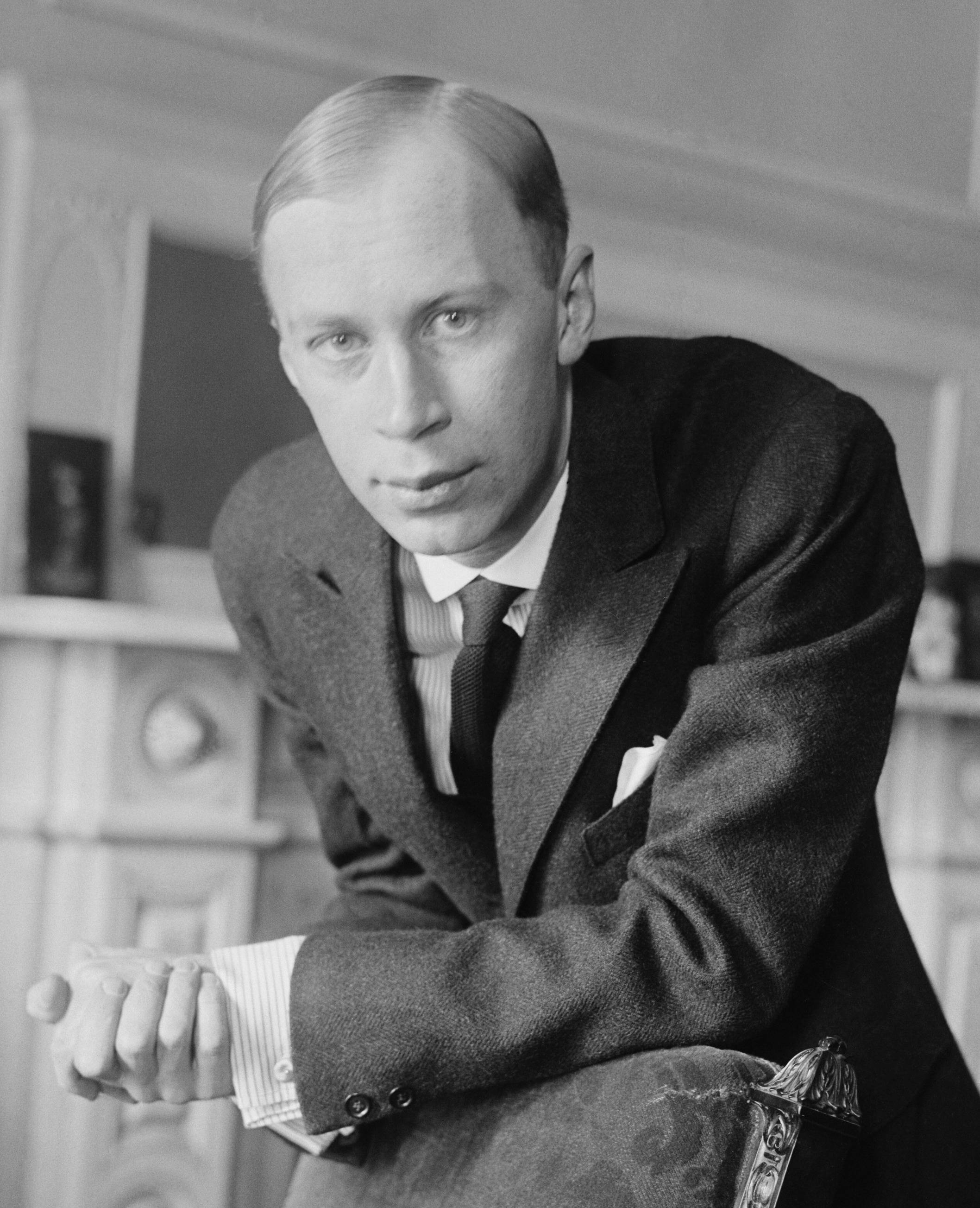
Sergueï Prokofiev

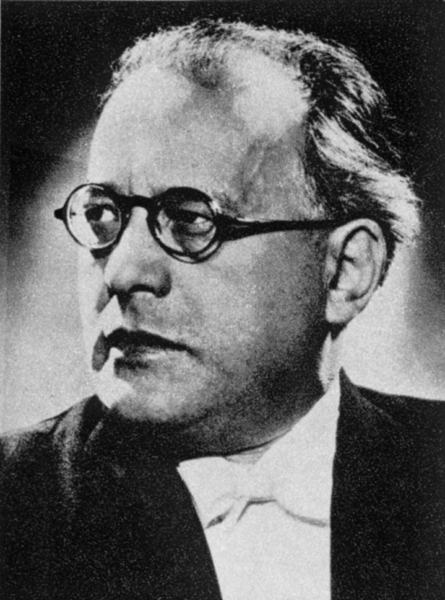
Grzegorz Fitelberg

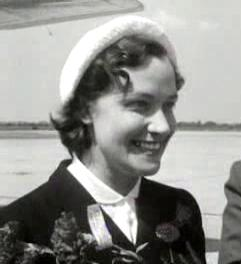
Kathleen Ferrier

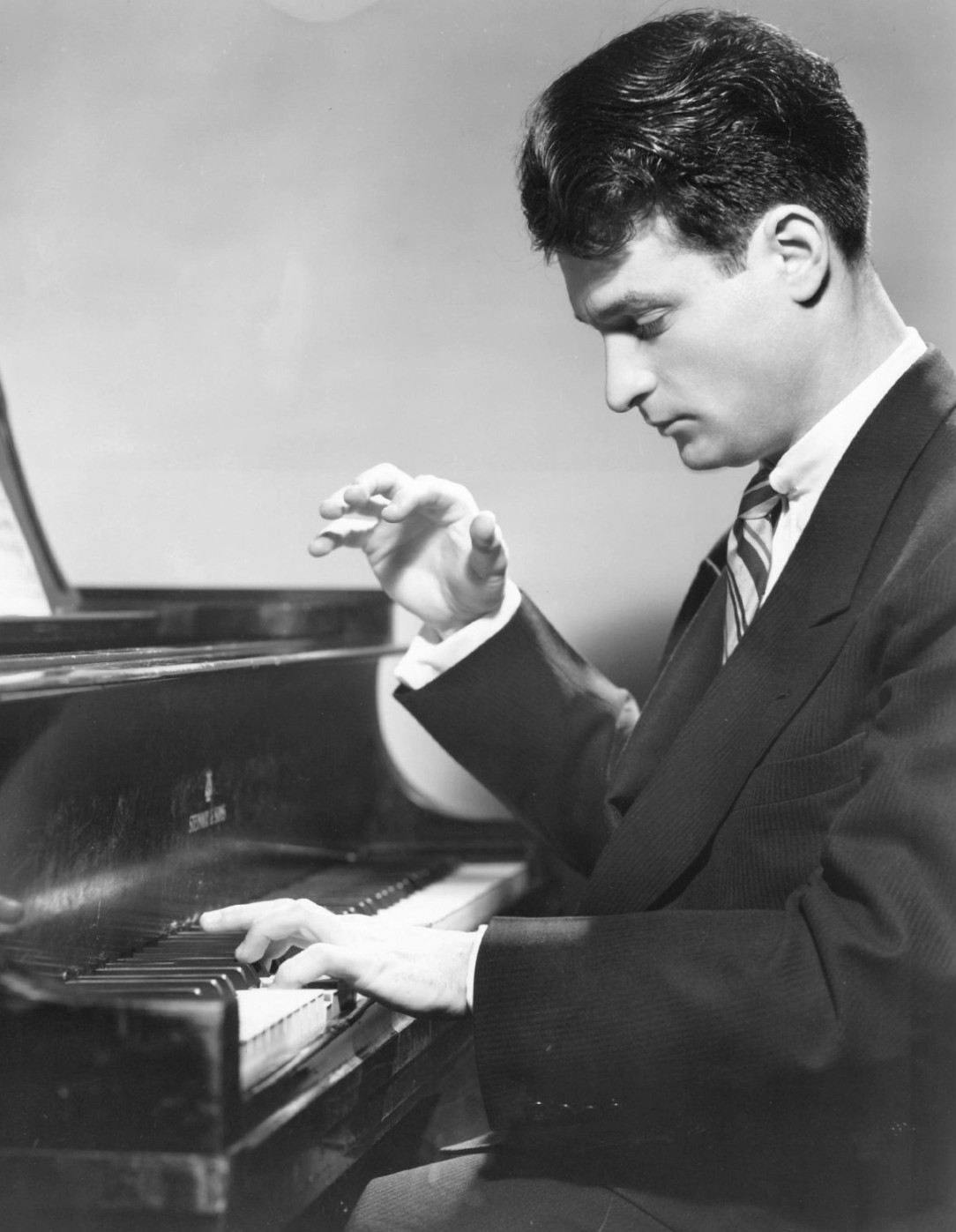
William Kapell

- 1er janvier : Ludomir Różycki, compositeur polonais (° 18 septembre 1883).
- 6 janvier : Maurice Corneil de Thoran, musicien, chef d'orchestre et directeur de théâtre (° 15 janvier 1881).
- 8 janvier : Heinrich Kaspar Schmid, compositeur allemand (° 11 septembre 1874).
- 10 janvier : Theo Mackeben, chef d'orchestre et compositeur allemand (° 5 janvier 1897).
- 23 janvier : Andrés de Segurola, chanteur lyrique espagnol (° 27 mars 1874).
- 1er février : Vsevolod Zaderatski, compositeur et pianiste russe (° 21 décembre 1891).
- 6 février : Paul Berthier, organiste et compositeur français, cofondateur de la Manécanterie des Petits Chanteurs à la croix de bois (° 23 juin 1884).
- 26 février : Elisabeth Kuyper, chef d'orchestre et compositrice hollandaise (° 13 septembre 1877).
- 28 février : Félix Vieuille, chanteur basse français d'opéra (° 15 octobre 1872).
- 5 mars: Sergueï Prokofiev, compositeur russe (° 23 avril 1891)
- 7 mars : Conrado del Campo, compositeur, pédagogue et chef d'orchestre espagnol (° 28 octobre 1878).
- 20 avril : Radim Drejsl, compositeur, pianiste et chef d'orchestre tchèque (° 29 avril 1923).
- 2 mai : Walter Rummel, pianiste allemand (° 19 juillet 1887).
- 4 mai : Simeon Bellison, clarinettiste et compositeur russe naturalisé américain (° 4 septembre 1883).
- 24 mai : Jean Witkowski, chef de chœur et chef d'orchestre français († 23 mai 1895).
- 26 mai : Albert Spalding, violoniste et compositeur américain (° 15 août 1888).
- 10 juin : Grzegorz Fitelberg, violoniste, compositeur et chef d'orchestre polonais (° 18 octobre 1879).
- 17 juin : Walter Niemann, compositeur et musicographe allemand (° 10 octobre 1876).
- 29 juin : Jules Van Nuffel, chanoine et compositeur belge flamand (° 21 mars 1883).
- 5 juillet : Titta Ruffo, baryton italien (° 9 juin 1877).
- 12 juillet : Joseph Jongen, compositeur belge (° 14 décembre 1873).
- 17 juillet : 
  - Bernhard van den Sigtenhorst Meyer, compositeur néerlandais (° 17 juin 1888).
  - Bertha Frensel Wegener, compositrice et professeur de musique hollandaise (° 27 décembre 1874).
- 14 août : Friedrich Schorr, chanteur d'opéra hongrois naturalisé américain (° 2 septembre 1888).
- 15 août : Louis Beydts, compositeur français (° 29 juin 1896).
- 27 août : Nicolaï Berezowsky, compositeur et violoniste américain d'origine russe (° 17 mai 1900).
- 28 août : Nikolaï Golovanov, chef d'orchestre, pianiste et compositeur soviétique (° 21 janvier 1891).
- 30 août : Dimitar Nenov, compositeur bulgare (° 19 décembre 1901).
- 1er septembre :
  - René Herbin, compositeur et pianiste français (° 1911).
  - Jacques Thibaud, violoniste français (° 27 septembre 1880).
- 21 septembre : Roger Quilter, compositeur britannique (° 1er novembre 1877).
- 3 octobre : Arnold Bax, compositeur anglais (° 8 novembre 1883).
- 8 octobre : Kathleen Ferrier, cantatrice (contralto) britannique (° 22 avril 1912).
- 9 octobre : Vilma von Webenau, compositrice autrichienne (° 15 février 1875).
- 27 octobre : Eduard Künneke, compositeur allemand d'opéras, d'opérettes († 25 janvier 1885).
- 28 octobre : Hisato Ōzawa, compositeur japonais (° 1er août 1907).
- 29 octobre : William Kapell, pianiste américain (° 20 septembre 1922).
- 30 octobre : Emmerich Kálmán, compositeur hongrois (° 24 octobre 1882).
- 6 novembre : Ferdinand Rebay, compositeur, pianiste, chef de chœur et pédagogue autrichien (° 11 juin 1880).
- 18 novembre : Ruth Crawford Seeger, compositrice et musicologue américaine (° 24 juillet 1901).
- 24 novembre : Romain Pelletier compositeur, organiste, pianiste, chef de chœur et professeur de musique québécois (° 22 août 1875).
- 4 décembre : Daniel Gregory Mason, compositeur américain (° 20 novembre 1873).
- 5 décembre : Noel Mewton-Wood, pianiste australien (° 20 novembre 1922).
- 12 décembre : Frederick Thurston, clarinettiste anglais (° 21 septembre 1901).
- 15 décembre : Kishio Hirao, compositeur japonais (° 8 juillet 1907).
- 27 décembre : Józef Turczyński, pianiste, musicologue et pédagogue polonais (° 2 février 1884).